# Jejeg
Jejeg is een bestuurslaag in het regentschap Tegal van de provincie Midden-Java, Indonesië. Jejeg telt 4978 inwoners (volkstelling 2010).